# Parque lineal de la Gran Vía
El parque lineal de la Gran Vía se encuentra en el distrito de San Martín de Barcelona, en un tramo de la Gran Vía de las Cortes Catalanas comprendido entre la plaza de las Glorias Catalanas y San Adrián de Besós. Fue diseñado por Andreu Arriola y Carme Fiol en 2002, y las obras de ejecución se prolongaron hasta 2007. El parque tiene una superficie de 25 ha y una longitud de 2,5 km, con un ancho medio de 100 m.

## Descripción
En este tramo la Gran Vía se convierte en la autopista A-19, por lo que tiene abundante tráfico, con lo que uno de sus principales inconvenientes era la contaminación acústica. Otros problemas de la zona antes de la intervención, cuya solución reclamaban los vecinos, eran la conectividad entre ambos lados de la vía y la dificultad de enlazar con transportes públicos. El nuevo proyecto dio prioridad a los peatones y a los factores medioambientales.
La primera actuación fue ganar terreno aumentando las calzadas laterales 3,5 m en voladizo sobre la carretera, con lo que la visión de la calzada central quedó reducida de 57 m a 22 m. Sobre el margen de estos voladizos se instalaron una serie de pantallas acústicas para proteger a los vecinos del ruido del tráfico, diseñadas por Enric Miralles, Benedetta Tagliabue y Joan Callís, y realizadas en hormigón, de 4 m de altura, con pequeñas oberturas con vidrios de distintos colores, lo que crea un agradable efecto visual que otorga esteticidad a un elemento de simple cerramiento.
Por otro lado, en lo referente a la conectividad, se construyeron nuevas pasarelas, diseñadas por Albert Viaplana, que redujeron el espacio entre puentes de 400 m a 130 m. El nuevo espacio ganado permitió instalar un carril de tranvía (Trambesòs), con un total de cuatro estaciones en el trayecto correspondiente a la Gran Vía. Se instalaron también aparcamientos subterráneos.
En cuanto a las calzadas laterales fueron diseñadas como un parque lineal que combina zonas verdes y espacios urbanos con nuevas plazas y áreas de recreo, en un entramado de formas sinuosas y tramos de ligera pendiente. Se instalaron diversas zonas infantiles y otros servicios, y un mobiliario urbano del que destacan unos bancos de diferente diseño: caracol, golondrina, estrella, espiral o boomerang. Otro elemento destacado es un canal de agua elevado que conecta cuatro estanques, generando unos saltos de agua en cada uno.

## Galería

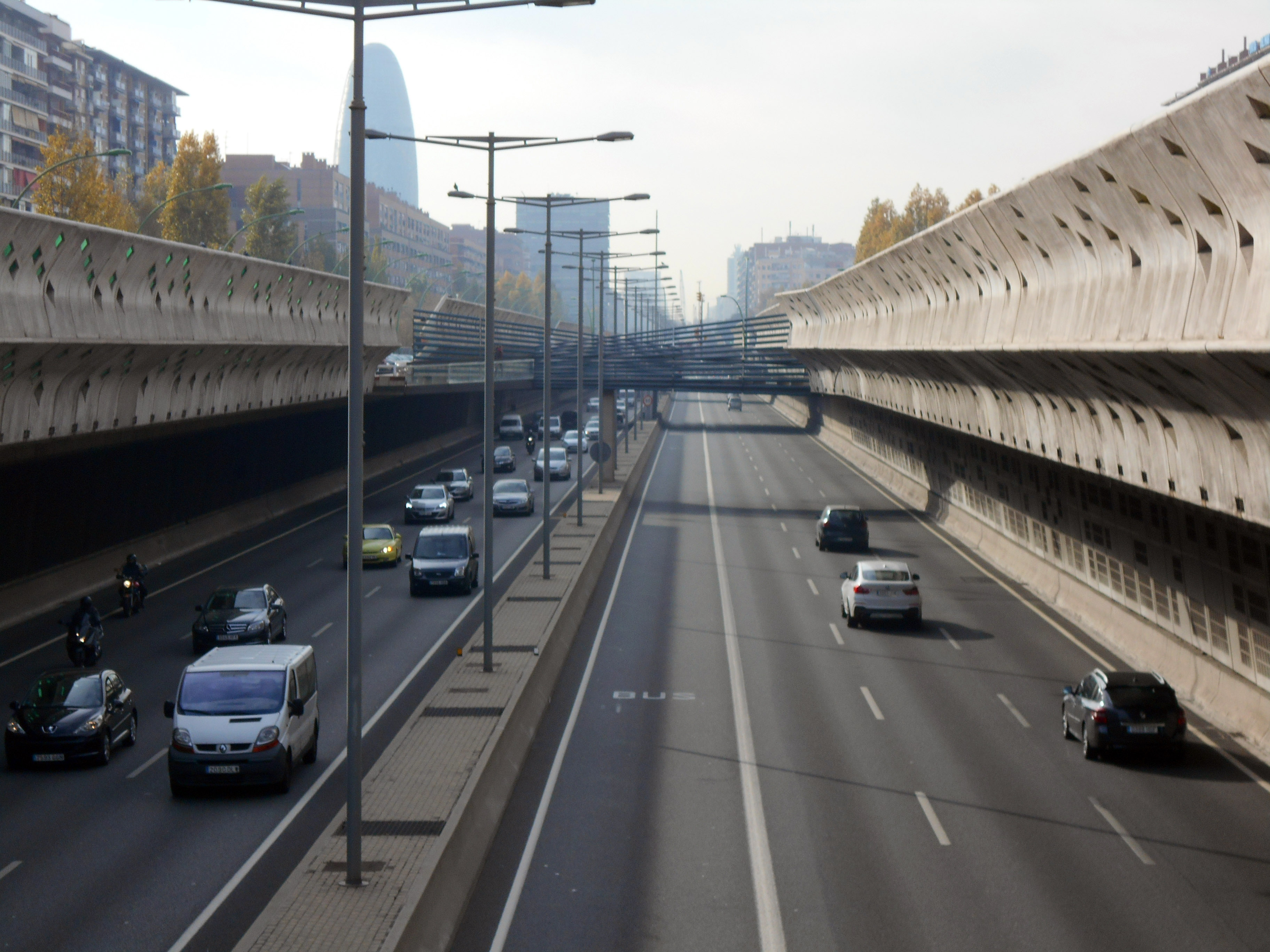
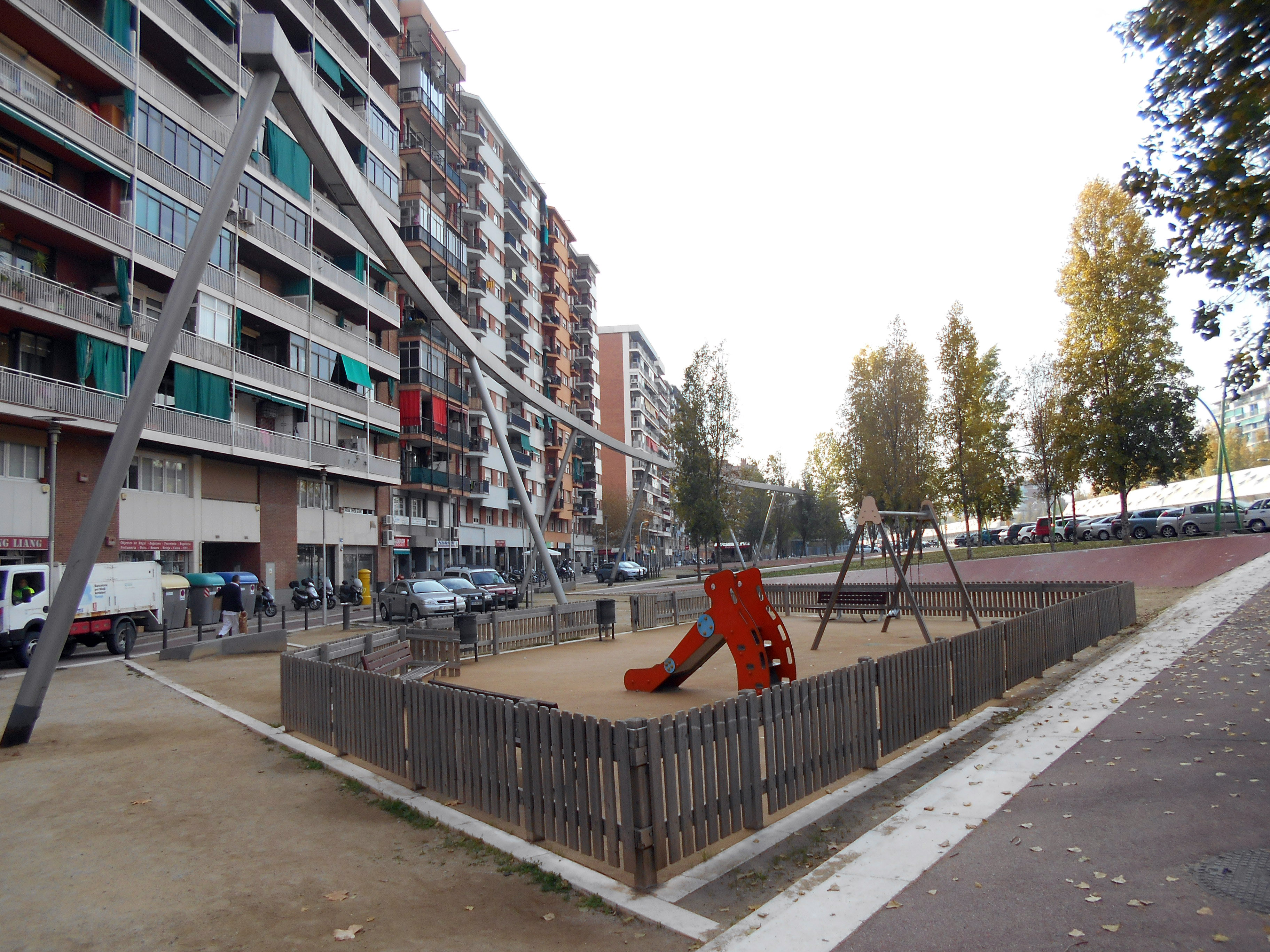
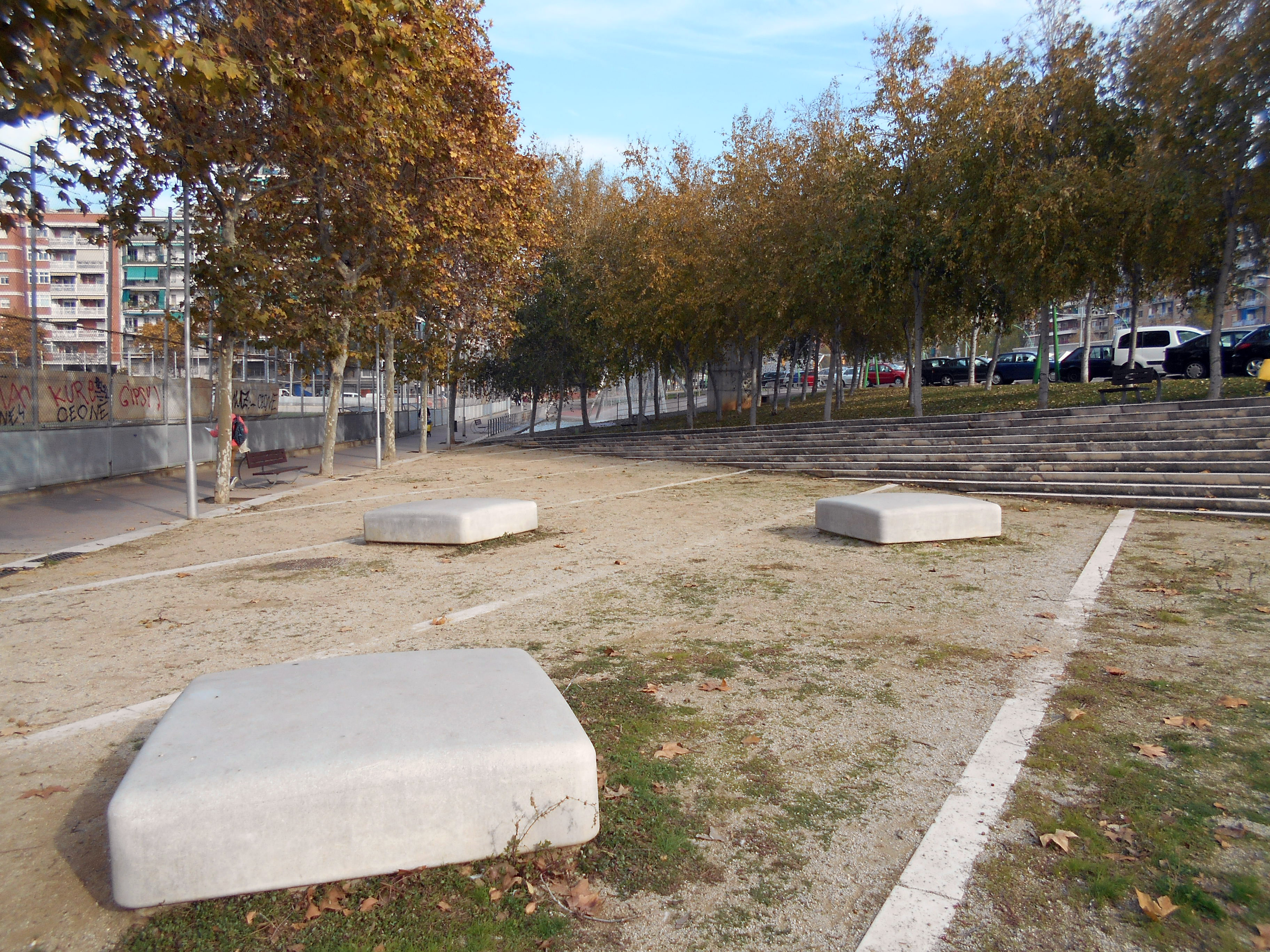
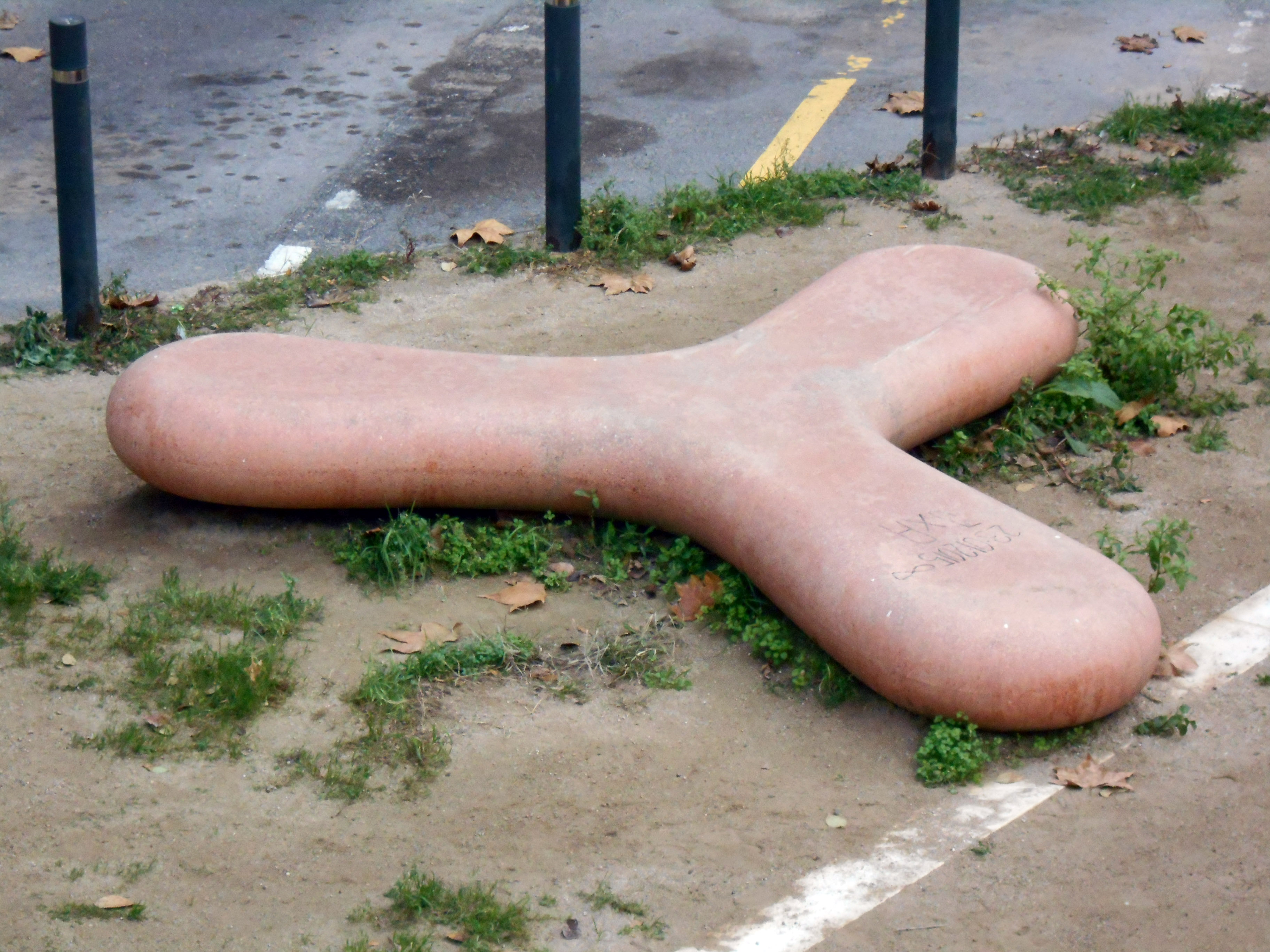
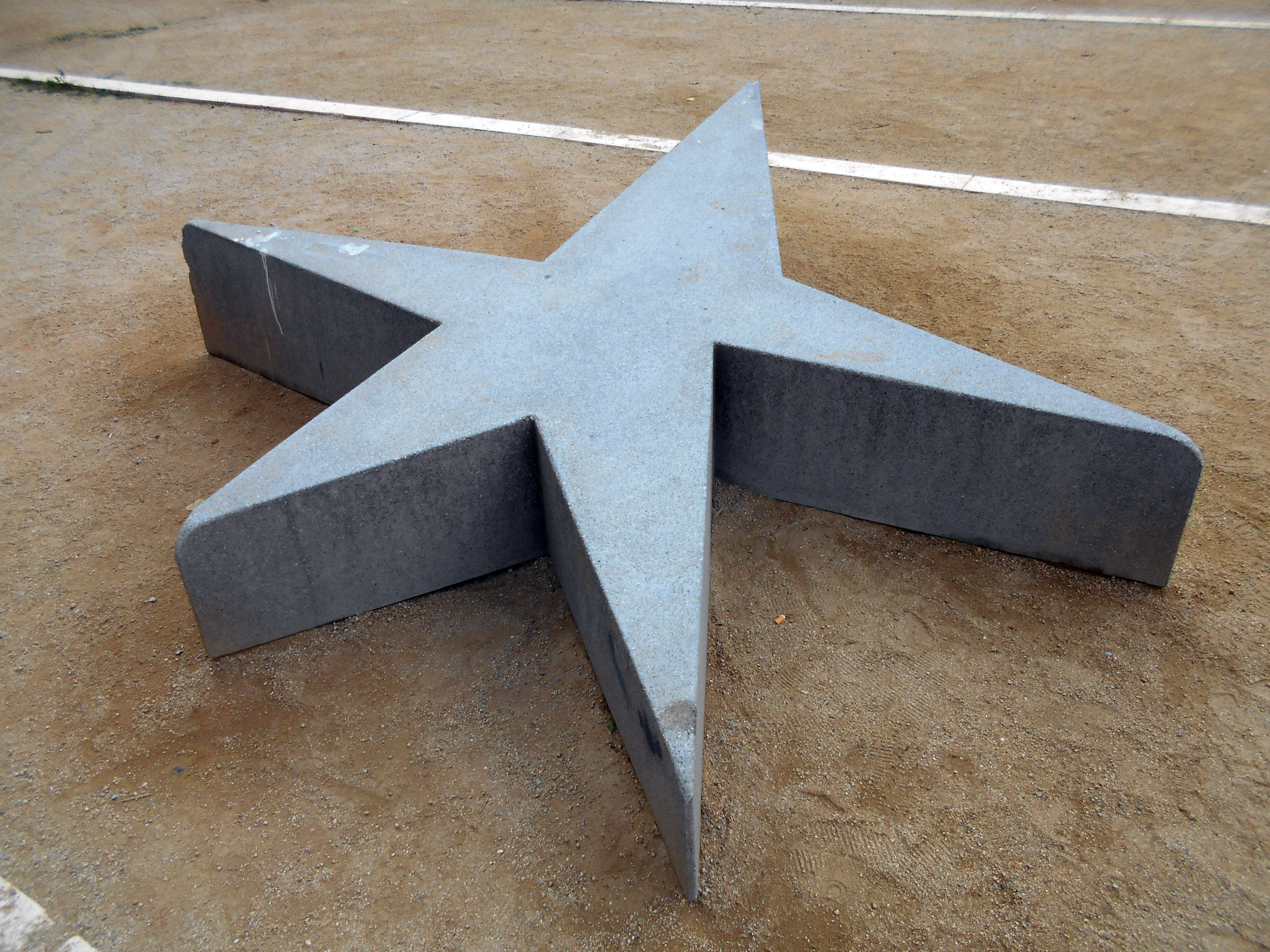
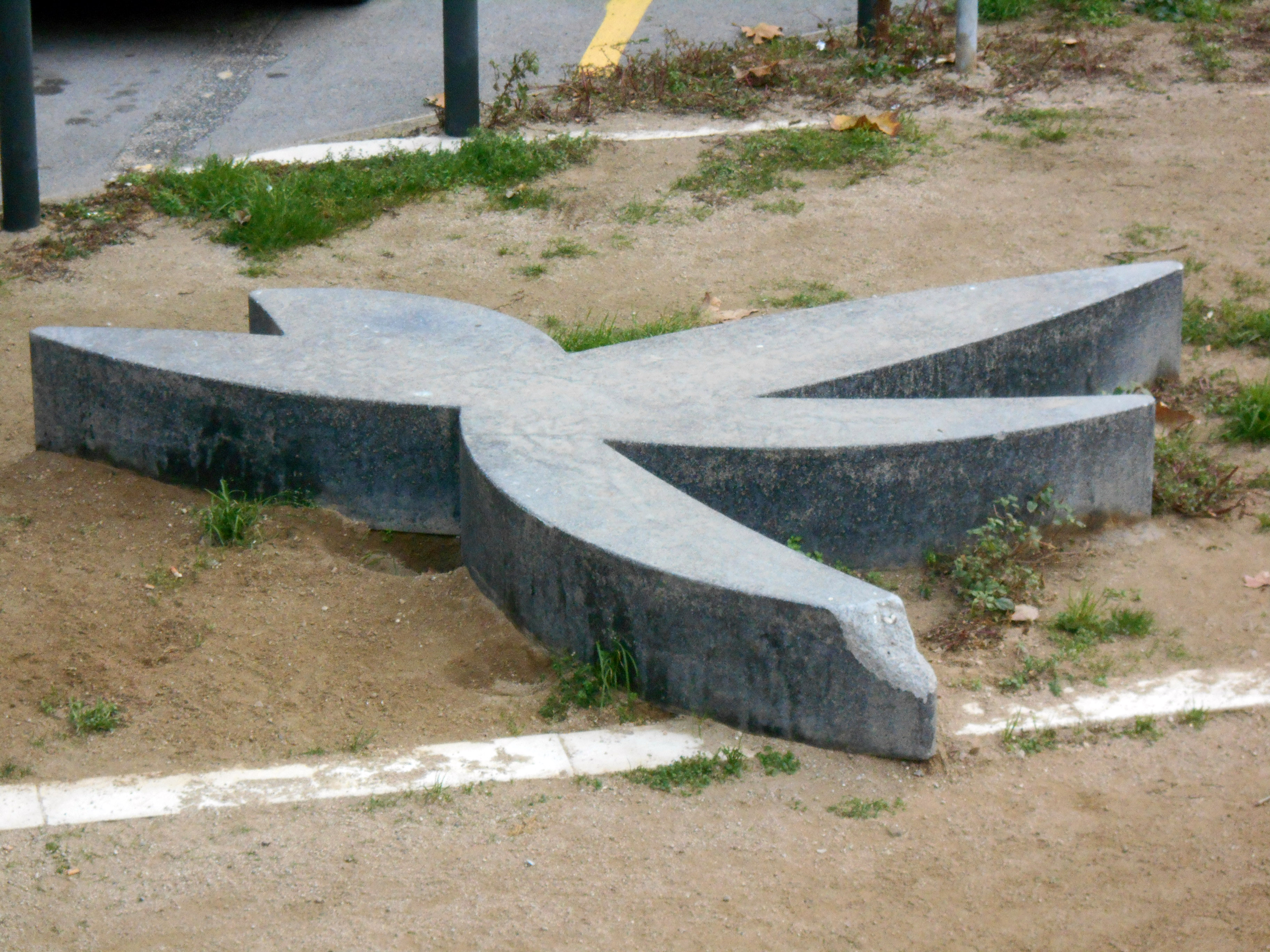